# Oliarus lubra
Oliarus lubra är en insektsart som beskrevs av George Willis Kirkaldy 1906. Oliarus lubra ingår i släktet Oliarus och familjen kilstritar. Inga underarter finns listade i Catalogue of Life.